# Konstantin Pištělka
Konstantin Pištělka (23. ledna 1916 – 20. ledna 2006) byl český a československý politik a poúnorový bezpartijní poslanec Národního shromáždění ČSSR a Sněmovny lidu Federálního shromáždění.

## Biografie
V letech 1935–1936 vystudoval hospodářskou školu. Pracoval pak na hospodářství svého otce, od roku 1946 převzal jeho vedení. Dlouhodobě působil jako představitel JZD v obci Švábenice. Do JZD vstoupil roku 1953, zpočátku jako skupinář II. polní skupiny, od roku 1957 jako agronom a místopředseda družstva. V roce 1964 mu bylo uděleno vyznamenání Za vynikající práci.
Ve volbách roku 1964 byl zvolen do Národního shromáždění ČSSR za Jihomoravský kraj jako bezpartijní kandidát. V Národním shromáždění zasedal až do konce volebního období parlamentu v roce 1968. Jako člen zemědělského výboru proslul výrokem, kdy na otázku prezidenta Antonína Novotného, jaké jsou příčiny problému v československém zemědělství odpověděl: „Když celý orchestr hraje falešně, je to pravděpodobně vina dirigenta“.
K roku 1968 se profesně uvádí jako agronom JZD z obvodu Vyškov. Po federalizaci Československa usedl roku 1969 do Sněmovny lidu Federálního shromáždění (volební obvod Vyškov), kde setrval do prosince 1970, kdy rezignoval na svůj post.
Jeho politická kariéra skončila po invazi vojsk Varšavské smlouvy do Československa. Agronomem JZD ve Švábenicích byl ale až do odchodu na penzi v roce 1976.